# Brandon Lee
Brandon Bruce Lee (1. února 1965 – 31. března 1993) byl americký herec, syn legendy bojových filmů Bruce Leeho.
Po otcově smrti v roce 1973 se spolu s matkou Lindou a sestru Shannon vrátil do Ameriky, kde od svých 13 let navštěvoval Akademii bojových umění pod vedením žáků svého otce – Dannyho Inosanta a Teda Wonga. Mimo karate trénoval také thajský box a později jej na Akademii i vyučoval. Brzy se u něj začal projevovat velký zájem o herectví, začal navštěvovat herecké kurzy u Leeho Strasberga. Brandon však nezůstal jen u hereckých kurzů, vystudoval Emerson College v Bostonu. Začínal jako divadelní herec, pak ale přišla šance zahrát si po boku Davida Carradina. Další televizní roli dostal v seriálu Ohara s Patem Moritou, kde měl epizodní roli syna šéfa místní Yakuzy. Pak přišla řada akčních filmů – Dědictví vášně, Laserová mise, Zúčtování v Malém Tokiu a Rychlý jako blesk.
Brandon Lee zahynul při natáčení filmu Vrána. Do konce natáčení zbývalo pouze sedm dní, když se točila jedna z posledních scén, kdy měla být postava Erica Dravena, kterého hrál Lee, zabita výstřelem ze zbraně Fun Boye v podání Michaela Masseye. Vše probíhalo podle scénáře, ale po dotočení scény zůstal Brandon Lee ležet na zemi. Ve zbrani byl slepý náboj s čepečkem, který se v hlavni zasekl a následný další slepý náboj, resp. jeho výstřel, proměnil čepeček v projektil, který Brandona smrtelně zranil. Byl okamžitě dopraven do nemocnice, ale po 12 hodinách zemřel v nemocnici ve Wilmingtonu. Brandon Lee zemřel 31. března 1993, pouhých 17 dní před plánovanou svatbou s Elizou Huttonovou.
Brandon byl pohřben vedle svého otce u jezera Lake View Cemetry v Capitol Hill ve washingtonském Seattlu, jako vzpomínka na něj byl postaven památník v Los Angeles.
Po Brandonově smrti se zasadila jeho matka Linda spolu se snoubenkou Elizou o to, aby byl film dokončen. Většina filmu už byla natočena, zbývalo natočit pár scén. Speciálními efekty byla na dvojníka (Chad Stahelski) přenesena Brandonova tvář.